# Heteronyx tindalei
Heteronyx tindalei är en skalbaggsart som beskrevs av Britton 1992. Heteronyx tindalei ingår i släktet Heteronyx och familjen Melolonthidae. Inga underarter finns listade i Catalogue of Life.